# 阿明·纳赛尔
阿明·哈桑·纳赛尔（阿拉伯语：أمين حسن الناصر）是沙特阿拉伯国家石油公司的总裁兼首席执行官。 

## 教育
阿明·纳赛尔拥有法赫德国王石油和矿产大学石油工程学士學位。 

## 职业
1982年，阿明·纳赛尔加入沙特阿拉伯国家石油公司，当时他是沙特阿拉伯国家石油公司石油生产部门的一位工程师。 1997年，他成为該公司的拉斯坦努拉生产部经理。后来他成为沙特阿拉伯北部地区生产工程部以及萨法尼亚海上和陆上生产部经理。 2004年，阿明·纳赛尔成為該公司的首席石油工程师，並於2008年成为沙特阿拉伯国家石油公司上游產業高级副总裁。 
2015年5月，阿明·纳赛尔該公司成为沙特阿拉伯国家石油公司代理总裁兼首席执行官，并于2015年9月正式成為总裁。